# Генерал-квартирмейстер
Генера́л-квартирме́йстер (від нім. Quartiermeister, дос. «начальник квартир») — одна з вищих штабних посад в арміях деяких держав.
У Західній Європі з'явилася в XVI–XVII столітті.
В Росії посаду генерала-квартирмейстера як помічника головнокомандувача вперше була введена Петром I в 1701. Першим російським генералом-квартирмейстером був князь А. П. Шаховськой. В Росії спочатку генерал-квартирмейстери призначалися лише на час війни, але з кінця XVIII століття посада стала постійною.
Спочатку в обов'язки генерала-квартирмейстера входило вивчення місцевості, організація розташування і пересування військ і госпіталів, підготовка карт, зведення фортифікаційних споруд, забезпеченням тилової інфраструктури. Пізніше до них додалися обов'язки по керівництву розвідкою, будівництву мостів, веденню детальних записів про битви. У 1711 при генералові-квартирмейстерах була створена частина квартирмейстера, що послужила базою для створення в 1763 Генерального штабу.
У другій половині XIX століття посади генерала-квартирмейстерів були введені в штабах військових округів. Генерал-квартирмейстери стали найближчими помічниками начальників штабів. Вони займалися питаннями розміщення і пересування військ, їх бойовою підготовкою, мобілізаційною готовністю. Після Першої світової війни посада генерала-квартирмейстера була скасована в більшості армій, їх функції були передані у відділи генерального штабу і штабів військових округів.
У Великій Британії  — генерал-квартирмейстер Збройних сил (англ. Quartermaster-General to the Forces(QMG) — один з головних генералів в Британській армії.
В армії Німеччини, в той час як квартирмейстер (нім. Quartiermeister) був відповідальної особою за постачання, генерал-квартирмейстер (нім. Generalquartiermeister) не мав ні якого відношення до постачання військ, він відповідав лише за оперативну роботу штабу. Він був самим старшим офіцером штабу після начальника штабу об'єднання.